# Gerard Walschap
Gerard Walschap (Londerzeel, 9 de juliol de 1898 - Anvers, 25 d'octubre de 1989) era un escriptor flamenc que escrivia en neerlandès.
És considerat un renovador de la novel·la psicològica. Va rebre molts guardons i reconeixement, com ara el 1968 el Premi de les Lletres neerlandeses, el premi més important dels països de parla neerlandesa. El 1975 el Rei dels Belgues va atorgar-li el títol de baró.
Eix d'una família de petits comerciants catòlics. En col·laboració amb Frans Delbeke va debutar amb unes obres teatrals menors amb temàtica catòlica: Wrakken (Derelictes), Lente (Primavera), Dies Irae i Flirt. Va iniciar els estudis de sacerdot, que va abandonar-les tot just abans de rebre les ordes menors. Va debutar amb la novel·la Waldo el 1928 però la seva primera obra mestre va ser Adelaïde el 1929. En una conversa amb l'escriptor i sacerdot Albert Westerlinck (1914-1984) va dir el mateix «Volia escriure una novel·la sobre la moral matrimonial de l'església, un tema d'actualitat als anys 1930, ja que aleshores ni vint per cent dels creients seguia les regles de l'església.»
A la Flandes quasi teocràtica de l'entre-guerres, abans de publicar-lo, per precaució havia donat el manuscrit a un amic sacerdot, que no hi va veure cap problema i qui va assossegar-lo. Nogensmenys, Adelaïde va deslligar una tempesta a la premsa catòlica que va tractar-lo d'apostata, de pornògraf i va ser víctima d'una censura de fet. Tot i que la constitució belga reconeix la llibertat de premsa i se l'havia abolit la censura, en aquesta època més de vuitanta per cent de les biblioteques flamenques i la majoria de les llibreries eren en mans d'organitzacions o de famílies catòliques que van boicotejar l'obra que va acabar a l'Índex dels llibres prohibits. Walschap era una adepte d'un humanisme cristià, obert i tolerant, lluny de qualsevol clericalisme. Aquesta campanya agressiva va accelerar la ruptura total amb l'església de l'escriptor, en ple dubte sobre certs dogmes i molt crític de la moral sexual.
Obres destacades
- Adelaïde
- Houtekiet
- Nieuw Deps